# Sheroes
Sheroes is een Amerikaanse actie-avonturenfilm uit 2023 geregisseerd, geschreven en mede geproduceerd door Jordan Gertner. De film ging op 23 juni 2023 in première.

## Verhaal
De film volgt de vier jeugdvriendinnen Ezra, Diamond, Ryder en Daisy die samen op avontuursreis naar Thailand gaan. Eenmaal aangekomen gaan de dames feesten en hebben de beste start van hun reis, totdat een van hen ontvoerd wordt door een beruchte drugsbaron. De overige vriendinnen besluiten het hef in eigen handen te nemen en besluiten terug te vechten om elkaar te beschermen. 

## Rolverdeling
| acteur               | personage |
| -------------------- | --------- |
| Isabelle Fuhrman     | Ezra      |
| Sasha Luss           | Diamond   |
| Wallis Day           | Ryder     |
| Skai Jackson         | Daisy     |
| Jack Kesy            | Jasper    |
| Sahajak Boonthanakit | Spyder    |
| Prinya Intachai      | Tok Koon  |

## Achtergrond
De actie-avonturenfilm werd geregisseerd, geschreven en mede geproduceerd door Jordan Gertner, hij werd voor de productie bijgestaan door zes andere producenten. De opnamen van de film vonden plaats in Thailand. Hoofdrollen in de film waren weggelegd voor onder anderen Isabelle Fuhrman, Sasha Luss en Skai Jackson.

## Release en ontvangst
Sheroes ging op 23 juni 2023 in première. De film werd door de recensenten gemengd ontvangen. Op Rotten Tomatoes heeft de film een score van 40% op basis van 5 beoordelingen.